# Hôtel du Bas du Gast
L’hôtel du Bas du Gast est un hôtel particulier situé à Laval, dans le département de la Mayenne.

## Histoire
L'hôtel particulier de la famille du Mans du Chalais se trouve dans le bas de la place du Gast, 6 Rue de la Halle-aux-Toiles, à Laval. Il a été construit en 1742 par Michel du Mans du Chalais,  receveur royal du grenier à sel de Laval.
Son emplacement était celui de l'hôtel Marest. Il sera ensuite connu sous les noms d' hôtel d'Aubert, ou encore hôtel du Bas-du-Gast. La façade sur jardin intègre dans l'aile nord un bâtiment beaucoup plus ancien. L'hôtel a été agrandi en 1762 et le décor intérieur complété en 1773.  L'hôtel possède encore ses jardins ainsi que ses décors intérieurs.
L'hôtel est construit en U. Il était entouré de plusieurs jardins: un jardin à la française, un jardin à l'anglaise. Sur la façade, le fronton triangulaire est décoré de deux pigeons entourant une corbeille de fleurs en signe d'amour et de pureté.
Ce bâtiment fait l’objet d’une inscription au titre des monuments historiques depuis le 10 juin 1997.